# George Mary Searle
George Mary Searle, ameriški astronom in duhovnik, * 27. junij 1839, London, Anglija, † 27. junij 1918.

## Delo
Searle je leta 1858 odkril asteroid 55 Pandora. Odkril je tudi šest galaksij:
- NGC 548, 1867
- NGC 565, 1867
- NGC 570, 1867
- NGC 4058, 1868
- NGC 4247, 1868
- NGC 5487, 1868

Kasneje je postal član reda pavlincev in poučeval na Katoliški univerzi Amerike v Washingtonu.
Neodvisno od Heinricha Kreutza je izračunal tir Holmesovega kometa. Njuni izračuni so pokazali, da novi komet ni Bielov komet kot so prvotno mislili.